# Uroš Krek
Uros Krek (født 21. maj 1922 i Ljubljana, død 3. maj 2008 i Jesenice, Slovenien) var en slovensk komponist, lærer og producent.
Krek studerede komposition på Musikkonservatoriet i Ljubljana hos Lucijan Skerjanc. Han har skrevet en symfoni, orkesterværker, kammermusik, instrumentalværker, scenemusik, vokalmusik, filmmusik etc.
Han var også producent og leder på Radioen i Ljubljana, og underviste som lærer i komposition på Musikkonservatoriet i Ljubljana.
Krek anses for en af de vigtige komponister og musikere i Slovenien i efterkrigstiden.

## Udvalgte værker
- Symfoni (1970) - for strygerorkester
- Sinfonietta (1951) - for orkester